# Patricia Stephan
Patricia Stephan (geb. 1993/1994) ist eine deutsche Meisterin in Orientalischem Tanz.

## Leben
Stephan besuchte die Grundschule in Vinningen und machte 2014 ihr Abitur am Pirmasenser Wirtschaftsgymnasium. Nach dem Abitur begann sie eine Ausbildung zur Erzieherin. Stephan lebt in Kröppen, Rheinland-Pfalz.

## Orientalischer Tanz
Stephan begann bereits im Alter von sieben Jahren mit Orientalischem Tanz und wurde später selbst Tanzpädagogin und Choreographin. Sie tritt unter dem Künstlernamen Patricia Sultana auf.
2023 wurde Stephan bei der TAF Deutsche Meisterschaft Orientalischer Tanz in der Altersgruppe Erwachsene 1 in der Kategorie Orientalischer Tanz - Contemporary deutsche Meisterin, und gewann Silber in Tribal Fusion und Bronze in Show/Fantasie. In der Meisterschaft im Jahr davor hatte sie in der gleichen Altersgruppe jeweils Silber in Contemporary und Show/Fantasie gewonnen. 2024 wurde Stephan in der Altersgruppe Erwachsene 1 deutsche Meisterin in der Kategorie Show/Fantasie und gewann Bronze in Klassisch-Solo und Contemporary.

## Auszeichnungen
- 2024: TAF Deutsche Meisterschaft Orientalischer Tanz 2024, Altersgruppe Erwachsene 1, Gold in Orientalischer Tanz - Show/Fantasie, Bronze in Klassisch-Solo und Contemporary.[4]
- 2023: TAF Deutsche Meisterschaft Orientalischer Tanz 2023, Altersgruppe Erwachsene 1, Gold in Orientalischer Tanz - Contemporary, Silber in Tribal Fusion und Bronze in Show/Fantasie.[2]
- 2022: TAF Deutsche Meisterschaft Orientalischer Tanz 2022, Altersgruppe Erwachsene 1, Silber in Orientalischer Tanz - Contemporary und Silber in Show/Fantasie.[3]